# 斯泰波韦 (洛佐瓦区)
49°14′14″N 36°33′8″E / 49.23722°N 36.55222°E
斯泰波韋（烏克蘭語：Степове）是位於烏克蘭東部的村莊，由哈爾科夫州洛佐瓦區的阿列克西伊夫卡市鎮負責管轄。該村處於別列卡河左岸，分別距離洛濟夫斯凱1公里和米哈伊利夫卡4公里，始建於1930年，面積0.44平方公里，海拔高度86米，2001年人口58。